# Cross Border 2022
El Campeonato Cross Border 2022 fue la undécima edición del torneo que enfrentó a selecciones nacionales frente a selecciones provinciales de Argentina.
El campeonato se disputó en la ciudad de Asunción, Paraguay.

## Equipos participantes
- Brasil XV
- Córdoba
- Yacare XV
- Tucumán

## Posiciones
| Pos. | Equipo    | Encuentros | Encuentros | Encuentros | Encuentros | Tantos  | Tantos    | Tantos     | Puntos |
| Pos. | Equipo    | jugados    | ganados    | empatados  | perdidos   | a favor | en contra | diferencia | Puntos |
| ---- | --------- | ---------- | ---------- | ---------- | ---------- | ------- | --------- | ---------- | ------ |
| 1    | Córdoba   | 3          | 3          | 0          | 0          | 84      | 59        | +25        | 12     |
| 2    | Brasil XV | 3          | 1          | 0          | 2          | 71      | 76        | -5         | 5      |
| 3    | Tucumán   | 3          | 1          | 0          | 2          | 66      | 66        | 0          | 4      |
| 4    | Yacare XV | 3          | 1          | 0          | 2          | 80      | 100       | -20        | 4      |

## Desarrollo
| 19 de noviembre | Yacare XV | 30 - 43 | Córdoba |  |  |

| 20 de noviembre | Brasil XV | 17 - 34 | Tucumán |  |  |

| 23 de noviembre | Brasil XV | 20 - 23 | Córdoba |  |  |

| 23 de noviembre | Yacare XV | 31 - 23 | Tucumán |  |  |

| 26 de noviembre | Córdoba | 18 - 9 | Tucumán |  |  |

| 26 de noviembre | Yacare XV | 19 - 34 | Brasil XV |  |  |